# Atlantic Starr
Atlantic Starr – amerykański zespół R&B założony w 1976 w White Plains (Stan Nowy Jork). 
W pierwszym składzie występowali: Sharon Bryant, David Lewis, Wayne Lewis, Jonathan Lewis, Chifford Archer, Bill Sudderth III, Joseph Philips i Porter Carroll Jr., a nieco później do składu dołączył Koran Daniels.  W 1984 ustalił się skład pięcioosobowy, w którym oprócz braci Lewisów – twórców repertuaru – oraz Philipsa znalazła się wokalistka Barbara Weather.
W latach 80. zespół został uznany za jedną z lepszych formacji afroamerykańskich w Stanach Zjednoczonych. Grupa została rozwiązana w 2000.

## Wybrany repertuar
Najpopularniejsze nagrania Atlantic Starr to Stand up, When Love Calls, Send For Me, Circles, Touch A Four Leaf Clover, Secret Lovers, All In The Name Of Love.

## Dyskografia
- 1978: Atlantic Starr
- 1979: Straight To The Point
- 1981: Radiant
- 1982: Brilliance
- 1983: Yours Forever
- 1985: As The Band Burns
- 1986: The Best Of Atlantic Starr
- 1987: All in the Name of Love
- 1988: We're Movin' Up
- 1991: Love Crazy
- 1994: Time
- 1999: Legacy
- 2000: Ultimate Collection
- 2001: 20th Century Masters – The Millennium Collection: The Best of Atlantic Starr